# 瀬戸川猛資
瀬戸川 猛資（せとがわ たけし、1948年7月5日 - 1999年3月16日）は、日本のミステリー評論家、映画評論家、編集者。筆名に、宅和宏、藤崎誠などがある。
映画評論家の瀬戸川宗太は弟。

## 経歴・人物
東京都出身。早稲田大学文学部卒業。在学中は「ワセダミステリクラブ」に所属し、海外ミステリ評論を手掛けていた。1年後輩の北村薫や、2年後輩の折原一らと親交があった。卒業後は東宝に入社し、テレビ部に配属されてテレビ番組の制作にたずさわり、７年後に退社。
1973年に紀田順一郎、荒俣宏が創刊した雑誌『幻想と怪奇』に、鏡明とともに編集同人として参加。
1980年、自身の個人出版社「トパーズプレス」を設立。
また、1982年に読書人向けの雑誌『BOOKMAN』を創刊。当時の読書界では『本の雑誌』流の「エンターテインメント作品を面白く紹介する」風潮が、一世風靡していたが、創刊号ではあえて「なぜかいま岩波文庫が読みたくなった!!」という特集を組む。まだメジャー化する前の呉智英、荒俣宏を起用し、岩波文庫から刊行されている、「知られざる名著・奇書」を紹介した。その後も、「新書特集」や「古書店カタログ」などの個性的な特集を組み、本好きの間でカルト的な人気を博すが、1991年に30号で終刊。
一方、1987年には初の著書であるミステリ論、『夜明けの睡魔―海外ミステリの新しい波』を刊行。「新しい形の名探偵」を創造したコリン・デクスターの魅力を語り、また「ハードボイルド作家として分類されているロス・マクドナルドは、本格ミステリ的作家である」ことを指摘するなどした。
1993年には第2評論集、『夢想の研究―活字と映像の想像力』を刊行。同書の文庫化時の解説は、刊行時から同書を絶賛していた丸谷才一が担当している。 
また、編集者としては、自身の出版社トパーズプレスから、1988年から1997年にかけて、映画評論家の双葉十三郎が、戦前から雑誌「スクリーン」に連載し続けていた膨大な映画評『ぼくの採点表』（外国映画約8900本）を、全5巻＋索引1巻の大部の本として刊行した。
並行して、自身も映画評論等を行った。1999年に50歳で死去。

## 著書
- 刑事コロンボ 二枚のドガの絵（1974年8月 二見書房 サラ・ブックス） - 著：W・リンク、R・レビンソン。訳：藤崎誠。刑事コロンボのノベライゼーション[5]
- 五十一人勢ぞろい 世界名探偵図鑑（1975年5月 立風書房 ジャガーバックス） - 藤崎誠名義
- 夜明けの睡魔 海外ミステリの新しい波（1987年10月 早川書房 / 1999年5月 東京創元社 創元ライブラリ）
- 夢想の研究 活字と映像の想像力（1993年2月 早川書房 / 1999年8月 東京創元社 創元ライブラリ）
- ミステリ・ベスト201（1994年8月 新書館 / 2004年12月 新書館【新装版】） - 編：瀬戸川猛資
- ミステリ絶対名作201（1995年12月 新書館） - 編：瀬戸川猛資
- シネマ古今集（1997年7月 新書館）
- シネマ免許皆伝（1998年4月 新書館）
- 世界古本探しの旅（1998年4月 朝日新聞社） - 荻野アンナ、和田忠彦、池内紀、浅野素女、越川芳明、野谷文昭と共著
- 今日も映画日和（1999年9月 文藝春秋 / 2002年9月 文春文庫） - 和田誠、川本三郎と共著
- 二人がかりで死体をどうぞ 瀬戸川・松坂ミステリ時評集（2021年11月 盛林堂ミステリアス文庫） - 松坂健と共著